# Ligue régionale Bourgogne-Franche-Comté de rugby
La Ligue régionale Bourgogne-Franche-Comté de rugby est un organe fédéral dépendant de la Fédération française de rugby créé en 2017 et chargé d'organiser les compétitions de rugby à XV et à sept au niveau de la région Bourgogne-Franche-Comté.

## Histoire
Conséquence de la réforme territoriale des régions, le ministère de la Jeunesse et des Sports impose à la FFR de calquer son organisation territoriale sur celle des nouvelles régions. C'est ainsi que naît la Ligue de Bourgogne-Franche-Comté issue de la fusion des comités Bourgogne et Franche-Comté.
| - Carte des comités territoriaux jusqu'en 2017. - Carte des ligues régionales depuis 2018. |

Les ligues sont créées début octobre et reprennent les missions des comités territoriaux au 1er juillet 2018. Les statuts de la Ligue sont signés le 16 octobre 2017 à Marcoussis par Laurent Gabbanini et Marcel Kapfer, désignés membres fondateurs de la ligue par la FFR.

## Structures de la ligue

### Liste des présidents
- 9 décembre 2017 - 2 novembre 2024 : Jean-François Contant
- Depuis le 2 novembre 2024 : Christian Poulalier

### Élections du comité directeur
Le premier comité directeur de 32 personnes est élu le 9 décembre 2017. Jean-François Contant, président du comité Bourgogne depuis 2005, et Alain Piguet, président de l'AS Mâcon, sont notamment candidats à la présidence. Alain Piguet est soutenu par Bernard Laporte, président de la Fédération française de rugby.
Après le premier vote électronique décentralisé de l’histoire du rugby français, la liste menée par Jean-François Contant obtient 51,83 % des voix, soit 25 sièges, contre 48,17 % des voix pour Alain Piguet (7 sièges). Jean-François Contant devient ainsi le premier président de la ligue.
Le comité directeur est renouvelé le 7 novembre 2020, un mois après le renouvellement de celui de la FFR. Jean-François Contant est l'unique candidat à un nouveau mandat à la tête de la ligue. Il est également membre de la liste de Florian Grill en 33e position lors des élections fédérales. Défait aux élections fédérales, sa liste régionale, remaniée à 50 %, est élue avec 83,62 % des voix exprimées.
Lors des élections fédérales 2024, le président de la ligue Jean-François Contant intègre le comité d'orientation politique, nouvel organe de direction de la FFR. Atteint par la limite des mandats successifs, il cède sa place de président de la ligue à Christian Poulalier qui mène la seule liste candidate aux élections régionales 2024.

### Organigramme
| Comité directeur | Administration |
| --- | --- |
| Bureau directeur : Président : Jean-François Contant Vices-présidents : Marc Charpentier, Didier Foulont, Thierry Petament Vice-président et trésorier général : Gérard Quatrepoint Secrétaire général : Laurent Pérrard Directeur technique de l'arbitrage : Christian Poulalier Autres membres du bureau directeur : Brigitte Bordet, Marie-Geneviève Lasserre, Claude Magrin et Nathalie Vion Autres membres élus au comité directeur: Michel Brune, Frédéric Chagué, Jean-Marc Chapuis, Jean-Marc Chevrot, Miguel Cunha Da Silva, Arnaud Goguillot, Jean-Paul Gonnaud, David Graillot, Jean-Marc Lacour, Fabien Lebian, Philippe Léger, Laurence Mathey, Xavier Merle, Magali Monnot, Vanessa Nalet, Marine Pascoet, Jean-Paul Pelloux, David Rémy, Jean-Paul Renard, Angélique Rieu et Denis Seve | Responsable administratif : Jean-Christophe Dincher Directeur technique : Mickaël Lopata Directeur de l'arbitrage : Christian Poulallier |

## Les clubs de la ligue au niveau national

### Meilleurs clubs de la Ligue par saison
Le meilleur club de la ligue est le club qui arrive le plus loin en phases finales dans la compétition nationale de plus haut échelon. En cas d'égalité (même compétition et même résultat en phases finales), le meilleur club est celui qui a marqué le plus de points au cours de la saison régulière.
Clubs masculins
Clubs féminins
La couleur de l'axe indique la division dans laquelle évolue le club :
- 1re division.
- 2e division.
- 3e division.
- 4e division.
- Divisions inférieures.

### Clubs masculins évoluant dans les divisions nationales
| \| Légende · Top 14 · Pro D2 · Nationale · Nationale 2 · Fédérale 1 · Fédérale 2 USON Nevers Stade dijonnais AS Mâcon CS nuiton RC Auxerre Rugby tango chalonnais CO Creusot Bourgogne Grand Dole rugby Cercle sportif lédonien CA Pontarlier \| Clubs évoluant dans des divisions nationales en 2024-2025. |
| Légende · Top 14 · Pro D2 · Nationale · Nationale 2 · Fédérale 1 · Fédérale 2 USON Nevers Stade dijonnais AS Mâcon CS nuiton RC Auxerre Rugby tango chalonnais CO Creusot Bourgogne Grand Dole rugby Cercle sportif lédonien CA Pontarlier                                                                  |

### Clubs féminins évoluant dans les divisions nationales
| \| Légende · Elite 1 · Elite 2 · Fédérale 1 · Fédérale 2 OL Besançon RF Dijon Bourgogne USON Nevers RF Chalonnais Coquelicots Rugby Creusot féminin Acharnées Lons Dijon Redoubstables \| Clubs féminins évoluant dans des divisions nationales en 2024-2025. |
| Légende · Elite 1 · Elite 2 · Fédérale 1 · Fédérale 2 OL Besançon RF Dijon Bourgogne USON Nevers RF Chalonnais Coquelicots Rugby Creusot féminin Acharnées Lons Dijon Redoubstables                                                                           |

## Palmarès des compétitions régionales
| Saison    | Niveau      | Champion                    | Comité départemental | Score | Finaliste                      | Comité départemental |
| --------- | ----------- | --------------------------- | -------------------- | ----- | ------------------------------ | -------------------- |
| 2024-2025 | Régionale 1 | CS Beaune                   | Côte d'Or            | 35-31 | AS Chablis                     | Yonne                |
| 2024-2025 | Régionale 2 | RC Vesoul                   | Haute-Saône          | 32-27 | Asc Saint Apollinaire          | Côte d'Or            |
| 2024-2025 | Régionale 3 | US Bourbon Lancy            | Saône-et-Loire       | 30-26 | RC St Martin Du Lac            | Saône-et-Loire       |
| 2023-2024 | Régionale 1 | Us Arbois / Fr Censeau      | Jura                 | 27-20 | Avenir Sportif Tournus         | Saône-et-Loire       |
| 2023-2024 | Régionale 2 | CS Seurrois                 | Côte d'Or            | 38-12 | US Doloise                     | Jura                 |
| 2023-2024 | Régionale 3 | Entente Rugby Givry Cheilly | Saône-et-Loire       | 37-17 | Ro Luron / XV Luxovien         | Haute-Saône          |
| 2022-2023 | Régionale 1 | RC Montceau Bourgogne       | Saône-et-Loire       | 37-30 | AS Chablis                     | Yonne                |
| 2022-2023 | Régionale 2 | US Cluny                    | Saône-et-Loire       | 29-27 | RCD Louhans                    | Saône-et-Loire       |
| 2022-2023 | Régionale 3 | Rugby Club Senonais         | Yonne                | 18-14 | Rugby Union Morteau Plateau 25 | Jura                 |